# Steve Dillon
Steve Dillon (ur. 22 marca 1962 w Luton, zm. 22 października 2016 w Nowym Jorku) – brytyjski rysownik komiksowy, okazjonalnie również scenarzysta, współtwórca serii Kaznodzieja. Mieszkał i pracował w Stanach Zjednoczonych, stale współpracował ze scenarzystą Garthem Ennisem.

## Życiorys
Urodził się w 1962 w Luton w Bedfordshire. Pierwsze prace opublikował już w wieku 16 lat w brytyjskim magazynie Marvela – „Hulk Weekly”. Współpracował z najpopularniejszym brytyjskim magazynem komiksowym „2000 AD”, gdzie rysował komiksy z serii Sędzia Dredd oraz innymi brytyjskim magazynami komiksowymi. Ilustrował także historie o Doktorze Who. W 1988 był współzałożycielem nowego pisma „Deadline”. Był głównie rysownikiem, ale okazjonalnie tworzył również scenariusze komiksowe.
W latach dziewięćdziesiątych XX wieku przeniósł się do Stanów Zjednoczonych i od 1992 rozpoczął współpracę z młodym irlandzkim scenarzystą Garthem Ennisem. Dla imprintu Vertigo wspólnie stworzyli kolejne epizody komiksu „Hellblazer” – serii o magu Johnie Constantine, postaci stworzonej przez Alana Moore’a i Stephena R. Bissette’a. Sukces komiksów z tej serii pozwolił im na stworzenie autorskich projektów.
Ennis z Dillonem wspólnie stworzyli postać Kaznodziei – teksańskiego pastora, który wraz z przyjacielem wampirem poszukuje Boga. Seria Kaznodzieja, która z czasem stała się bestsellerowa, wydawana była również przez Vertigo, od kwietnia 1995 do października 2000. Łącznie ukazało się 66 zeszytów ponurej i brutalnej serii komiksów tylko dla dorosłych, rysowanej przez Dillona w sposób realistyczny, a nawet naturalistyczny. Otrzymała siedem nominacji oraz jedną Nagrodę Eisnera – w 1999 roku dla „najlepszej regularnej serii”. Dillon otrzymał też nominację do tej nagrody jako najlepszy rysownik (w 1996).
Od 2000 roku tworzył m.in. komiksy z Uniwersum Marvela – Punishera, do scenariuszy Ennisa oraz Becky Cloonan, a także Thunderbolts.
Rysował okładki i ilustracje również do komiksów z serii: Captain Britain, X-Men, Deadpool, Wildcats, Wolverine czy Spider-Man.
W 2016 pojawił się serial telewizyjny Preacher stanowiący adaptację komiksu Kaznodzieja. Twórcami, emitowanego przez telewizje AMC serialu byli Sam Catlin, Evan Goldberg i Seth Rogen, a w roli tytułowej wystąpił Dominic Cooper.
Zmarł 22 października 2016 w Nowym Jorku.